# Virginal (蒼井翔太の曲)
「Virginal」（ヴァージナル）は、蒼井翔太の楽曲。1作目のシングルとして、2014年1月15日にb-greenから発売された。販売はキングレコード。音楽プロデューサーはElements Gardenの上松範康が担当。

## 概要
デビューミニアルバム『ブルーバード』から約7か月ぶりに発売された初のシングル。発売形態は通常盤（CD ONLY）と初回限定盤（CD+DVD）の2種類で、初回限定盤には「Virginal」のプロモーションビデオとメイキングを収録したDVDが付属する。
「Virginal」はテレビ朝日系音楽番組『Break Out』エンディング・テーマ、失恋をテーマにしたカップリング曲「ユメノツヅキ」は蒼井が作詞、作曲を担当した。
2014年5月10日、日本青年館で本作品の名を冠するライブ「蒼井翔太 1st LIVE 『Virginal』」が開催された。

## 収録曲
| #  | タイトル                     | 作詞・作曲                  | 編曲                        |
| -- | ---------------------------- | --------------------------- | --------------------------- |
| 1. | 「Virginal」                 | 上松範康（Elements Garden） | 藤田淳平（Elements Garden） |
| 2. | 「ユメノツヅキ」             | 蒼井翔太                    | 喜多智弘（Elements Garden） |
| 3. | 「Virginal -off vocal-」     |                             |                             |
| 4. | 「ユメノツヅキ -off vocal-」 |                             |                             |

| #  | タイトル                           | 作詞 | 作曲・編曲 |
| -- | ---------------------------------- | ---- | ---------- |
| 1. | 「Virginal」(プロモーションビデオ) |      |            |
| 2. | 「Virginal」(メイキング)           |      |            |

## 収録アルバム
- UNLIMITED（#1）
- S（#1）